# Alpina
Alpina Burkard Bovensiepen GmbH是一家位於是德國巴伐利亞州東阿爾高縣布赫洛厄的汽車生產公司。
Alpina雖然通常被認為是寶馬的改裝商，但實際上已作為汽車生產商通過TÜV的認證。寶馬通常將自己生產的的汽車車架，車體等部件送往Alpina進行手工組裝，再運回寶馬進行安裝後再運至Alpina完成其它工序，和巴博斯（Brabus）與賓士的關係類似。
由於是手工生產，Alpina的產量較低，雖然通常是在寶馬的銷售商處進行銷售與服務，但較難購買。在Alpina的歷史上，除了Alpina Roadster V8相較與其原型寶馬Z8慢外，其它均比寶馬原始車款有較大的性能提升。
2022年3月，寶馬確認購入Alpina品牌，但未有公開交易細節；而2025年起，Alpina所有關於寶馬汽車改裝的計劃將會終止，其他現有的服務將會繼續維持。這意味著Alpina跟AMG一樣從此成為車廠旗下的部門，而不再是獨立的汽車改裝商。

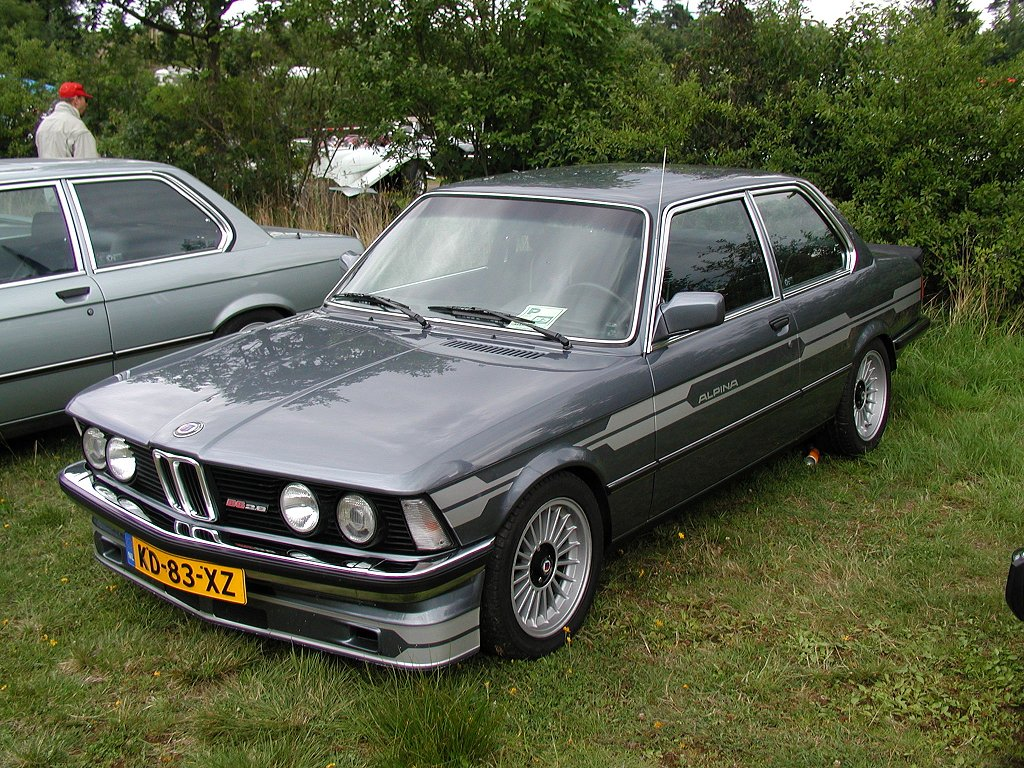
Alpina B6

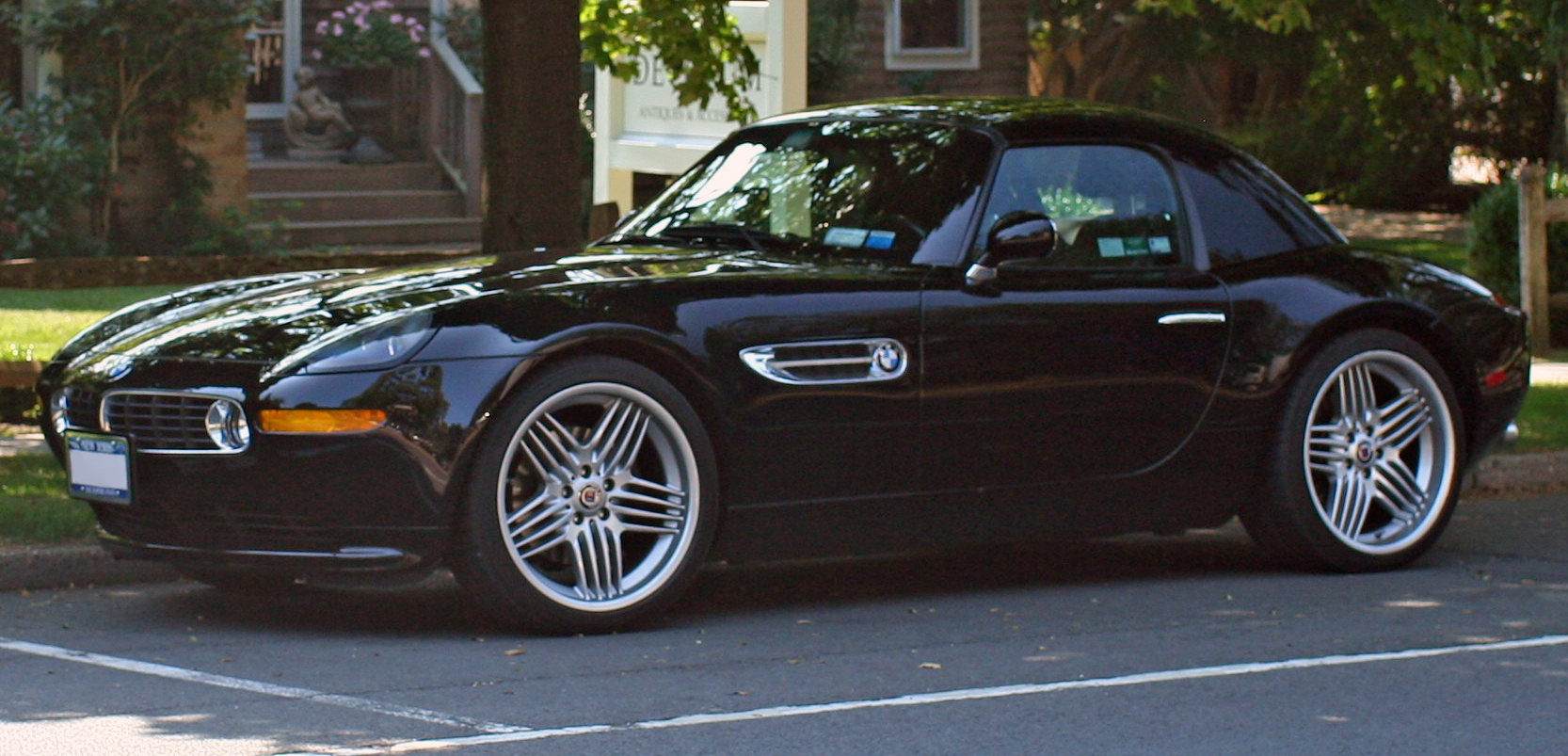
Alpina Roadster V8

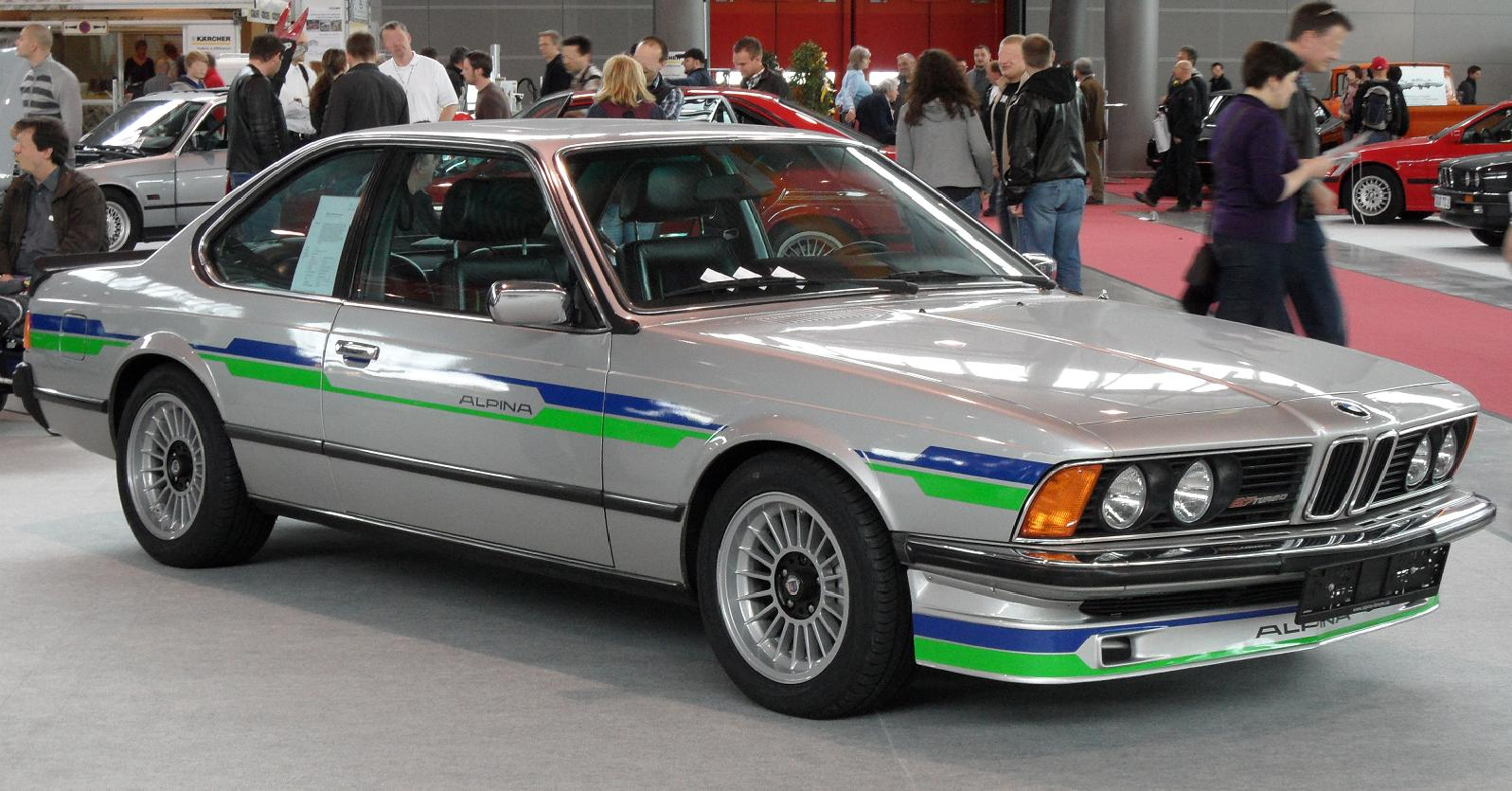
Alpina B7

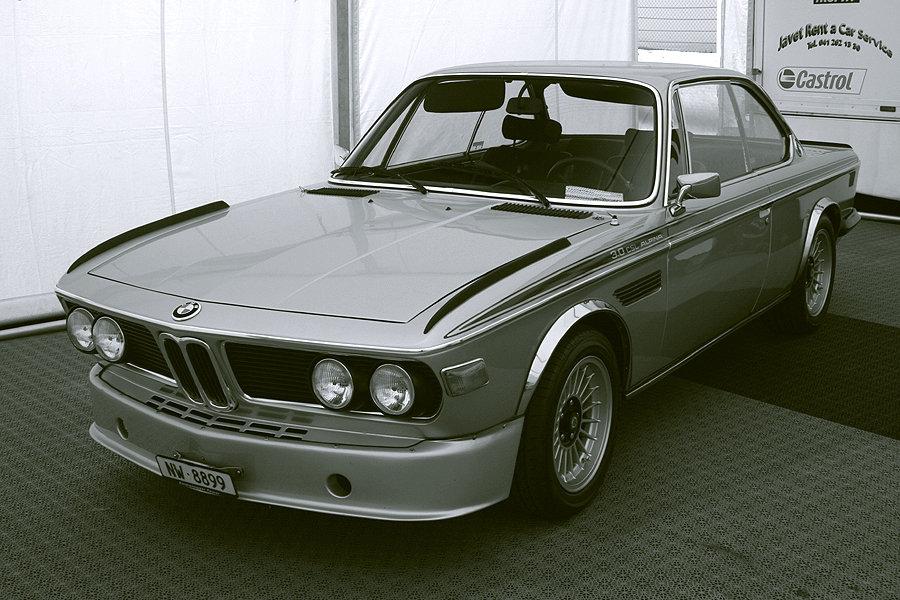
BMW 3.0CSL Alpina

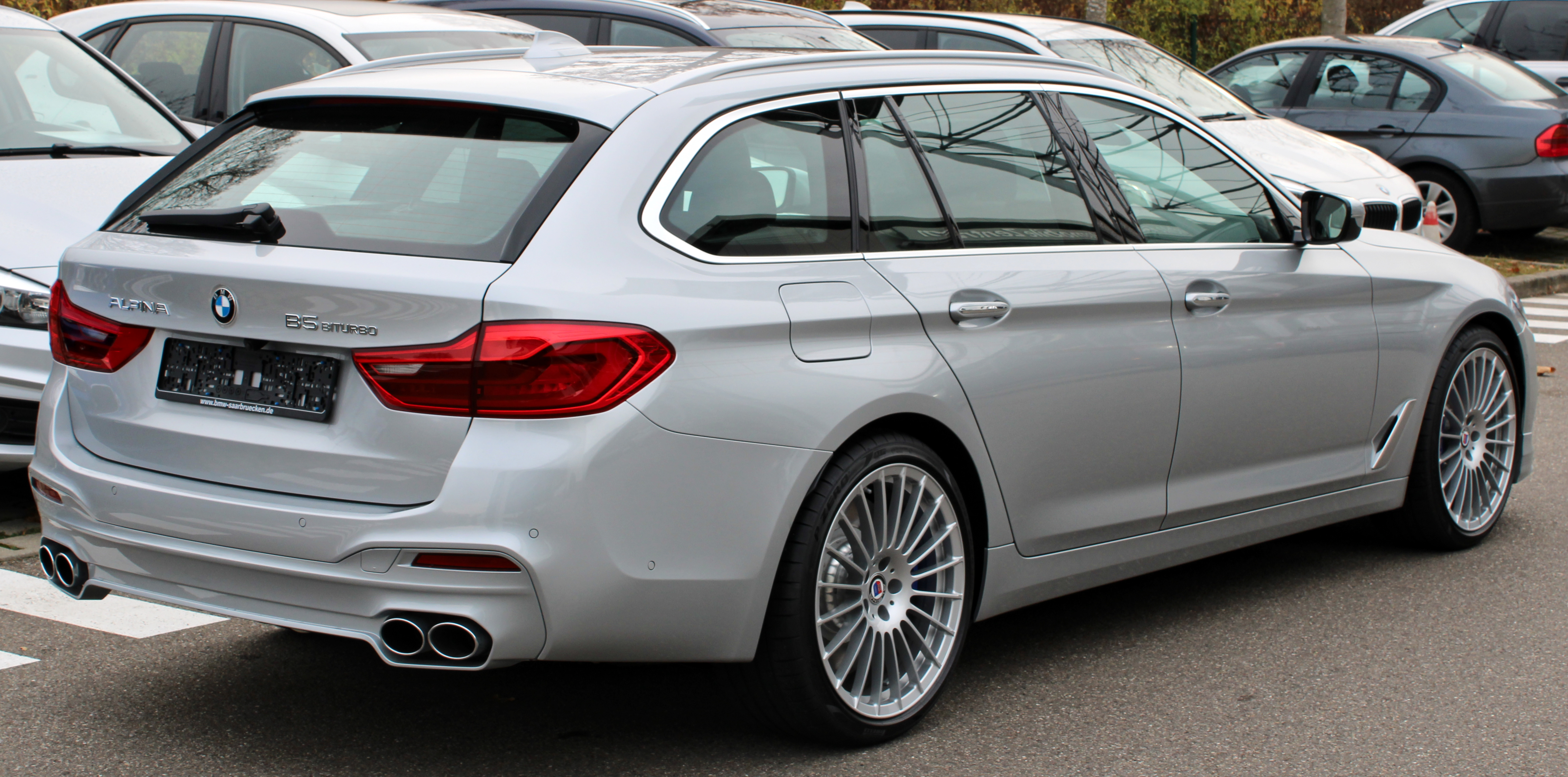
Alpina B5 BiTurbo Touring